# Zakari Gourouza
Zakari Gourouza (* 8. Juni 1982 in Dosso) ist ein nigrischer Judoka.
Gorouza erreichte bei den Afrikanischen Judomeisterschaften 2012 in Agadir Rang 7 in der Gewichtsklasse bis 60 Kilogramm. Er nahm als einziger Judoka Nigers an den Olympischen Sommerspielen 2012 in London teil. Er besiegte in der ersten Runde der Vorrunden Kenny Godoy aus Honduras und musste sich in der zweiten Runde dem Russen Arsen Schorajewitsch Galstjan geschlagen geben. Gourouza wechselte danach von der Gewichtsklasse bis 60 Kilogramm in die Gewichtsklasse bis 66 Kilogramm. Er war Teilnehmer der Afrikanischen Judomeisterschaften 2013 in Maputo und der Afrikanischen Judomeisterschaften 2015 in Libreville, wo er jeweils im Achtelfinale ausschied.